# Gut Kerstenhof

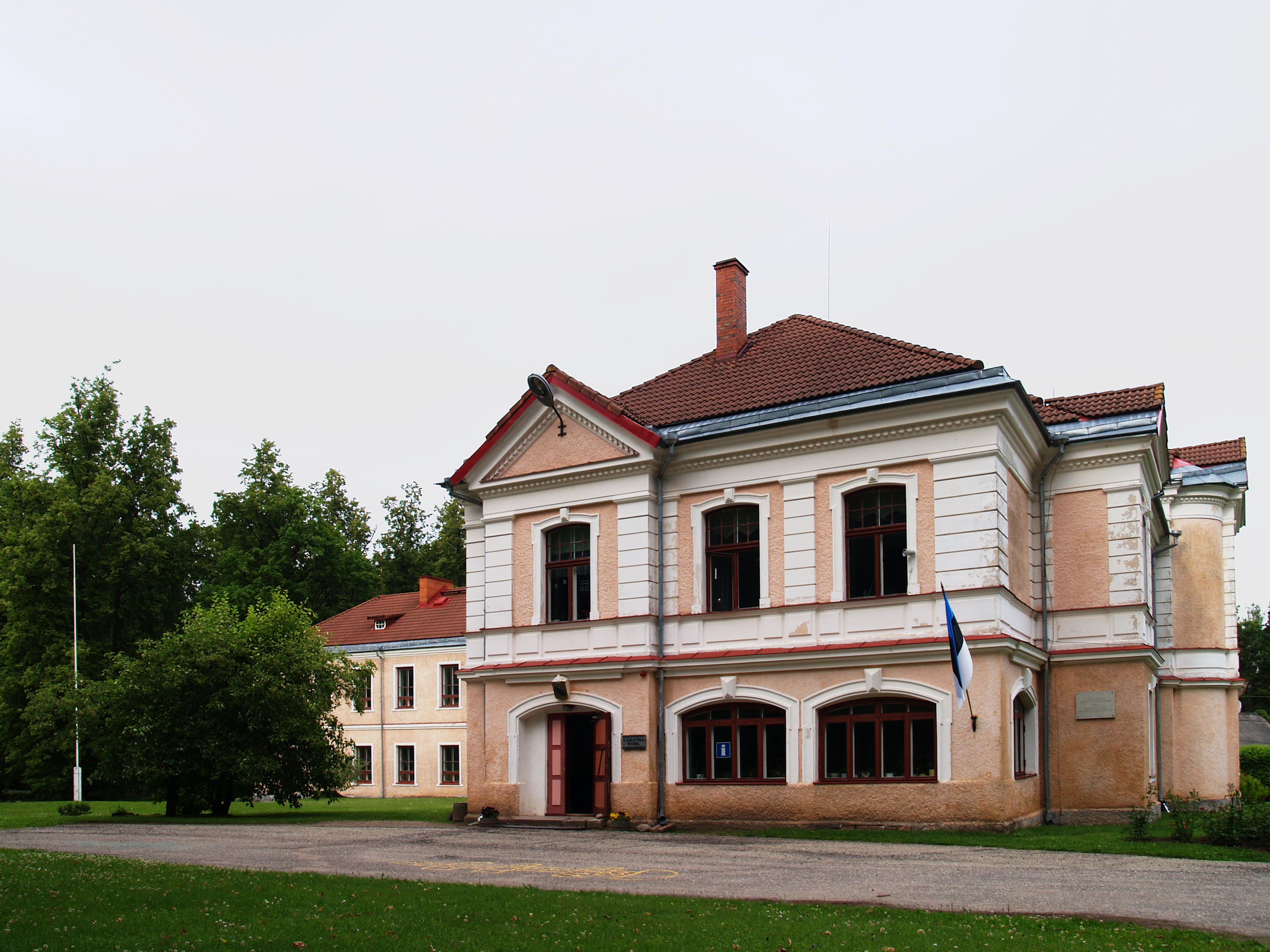
Ansicht des Herrenhauses von Südwesten

Das Gut Kerstenhof (auch Gut Kerstenshof genannt, estnisch Kärstna mõis) war ein Gutshof im heutigen, estnischen Dorf Kärstna im Kreis Fellin. Nach der historischen Aufteilung gehörte das Gut zum Kirchspiel Helmet (Helme) im Kreis Viljandimaa/Fellin.

## Geschichte
Kerstenhof ist eine Gründung aus dem Jahr 1678 und war zunächst im Besitz verschiedener baltendeutscher Familien aus dem baltischen Adel. Von 1740 gehörte das Gut der Familie Anrep, u. a. dem Forscher Reinhold von Anrep-Elmpt, seinem Vaters, dem russischen General Joseph Karl Anrep-Elmpt, und dessen Vater Reinhold von Anrep. Ein Denkmal für Reinhold von Anrep, der während des Vierten Koalitionskrieges in der Schlacht von Mohrungen fiel, steht in der Nähe des Herrenhauses von Kerstenhof.
Das heutige Herrenhaus wurde Mitte des 18. Jahrhunderts erbaut und im 20. Jahrhundert umgebaut, jedoch bald darauf durch einen Brand zerstört. Das Gebäude wurde in seiner heutigen Gestalt von Otto Wildau aus Riga entworfen. Der zum Herrenhaus gehörende Park wurde 1904 von Walter von Engelhardt angelegt.